# Алфераки, Михаил Николаевич
Михаил Николаевич Алфераки (1852, Харьков — 20 апреля (3 мая) 1915, Петроград) — цензор Российской империи.

## Биография
Родился в 1852 году в семье Николая Дмитриевича Алфераки.
Окончил Императорский Санкт-Петербургский университет. С 7 июня 1875 года до 1882 года служил в Министерстве государственных имуществ; затем, до 15 января 1887 года — в Дирекции императорских театров. С 1 апреля 1888 года был причислен к Министерству внутренних дел; 27 ноября 1888 года направлен в Санкт-Петербургский цензурный комитет, где 1 октября 1889 года назначен цензором.
В период с декабря 1892 до июня 1903 года служил в Министерстве финансов, затем вернулся в Министерство внутренних дел: 30 июня 1903 года направлен в Главное управление по делам печати, в отдел иностранной прессы. В 1899 году был удостоен придворного звания камергера. С 14 января 1905 года — чиновник особых поручений при Министерстве внутренних дел. С 17 марта 1905 года занимался просмотром драматических произведений на украинском языке, а с августа 1905 года исполнял обязанности цензора драматических сочинений Главного управления по делам печати. С 6 декабря 1906 года — действительный статский советник.
Имел награды: орден Св. Владимира 4-й степени, медаль в память войны 1877—1878 гг., медаль Императора Александра III, знак Красного Креста; также иностранные: Орден Таковского креста 2-й степени со звездой, румынский Железный крест.
Был великолепным скрипачом-любителем; учился музыке у Ауэра.
У него находилось несколько произведений К. П. Брюллова; 20 января 1903 года в письме на имя Цветкова предложил Совету Третьяковской галереи приобрести три из них: «Святое дерево» (итальянский пейзаж с фигурами) и два больших медальона «Аврора» и «Феб».
Жена — Мария Николаевна Грекова (1855—27.03.1911), правнучка атамана Платова, умерла от хронического воспаления легких в Висбадене, похоронена там же на русском кладбище. У них родились сын Михаил и три дочери: Мария (1887—11.06.1982), Наталья (1891—09.02.1971), Софья (1885—1932).
Умер 3 (16) мая 1915 года. Был похоронен на кладбище Новодевичьего монастыря Санкт-Петербурга.